# Hellas Verona Football Club 1995-1996
Questa voce raccoglie le informazioni riguardanti l'Hellas Verona Football Club nelle competizioni ufficiali della stagione 1995-1996.

## Stagione
Nella stagione 1995-1996 l'Hellas Verona disputa il campionato cadetto, allenata da Attilio Perotti, raccoglie 63 punti, ottenendo la seconda piazza, alle spalle del Bologna, salgono entrambe in Serie A con Perugia e Reggiana. Il girone di andata degli scaligeri, con 27 punti raccolti, è stato di media classifica, poi nel girone di ritorno, c'è stata l'accelerata, 36 i punti sommati nel girone discendente dagli scaligeri, che li ha portati in carrozza in Serie A. Antonio De Vitis arrivato in estate dal Piacenza, con i suoi 13 centri in campionato ha dato il suo fondamentale contributo, ma bene hanno fatto con 7 reti anche Nicola Zanini, Marco Baroni e Fabrizio Cammarata. In Coppa Italia l'Hellas è uscito al primo turno per mano del Bologna.
Ulteriori marcatori stagionali furono Ghirardello e Tommasi con 4 reti, Manetti e Ficcadenti con 2 e infine Barone, De Angelis e Di Vaio con 1 rete.

## Divise e sponsor

Damiano Tommasi, alla sua ultima stagione al Bentegodi, in azione con la nuova divisa gialloblù contraddistinta dallo stemma extralarge.

Il patron Alberto Mazzi ideò un nuovo stemma raffigurato sul centro e sulla manica sinistra delle divise da lui pensate e realizzate da Erreà, sempre sponsorizzate da Giovanni Rana. Oltre a quella casalinga e da trasferta, vi sono due completi, uno grigio e uno nero.
| Casa | Trasferta | Alternativa grigia | Alternativa nera |

## Rosa
| N. |                   | Ruolo | Calciatore          |
| -- | ----------------- | ----- | ------------------- |
| 1  | Italia (bandiera) | P     | Fabrizio Casazza    |
| 12 | Italia (bandiera) | P     | Matteo Guardalben   |
| 5  | Italia (bandiera) | D     | Marco Baroni        |
| 2  | Italia (bandiera) | D     | Diego Caverzan      |
| 6  | Italia (bandiera) | D     | Stefano Fattori     |
| 7  | Italia (bandiera) | D     | Gianluca Lamacchi   |
| 14 | Italia (bandiera) | D     | Nicola Marangon     |
| 3  | Italia (bandiera) | D     | Paolo Vanoli        |
| 10 | Italia (bandiera) | C     | Onofrio Barone      |
|    | Italia (bandiera) | C     | Gianluca De Angelis |
| 22 | Italia (bandiera) | C     | Claudio Ferrarese   |

| N. |                   | Ruolo | Calciatore          |
| -- | ----------------- | ----- | ------------------- |
| 8  | Italia (bandiera) | C     | Massimo Ficcadenti  |
| 17 | Italia (bandiera) | C     | Alessandro Manetti  |
| 18 | Italia (bandiera) | C     | Mauro Salvagno      |
| 15 | Italia (bandiera) | C     | Damiano Tommasi     |
| 4  | Italia (bandiera) | C     | Aladino Valoti      |
| 11 | Italia (bandiera) | A     | Fabrizio Cammarata  |
| 9  | Italia (bandiera) | A     | Antonio De Vitis    |
| 19 | Italia (bandiera) | A     | Marco Di Vaio       |
| 13 | Italia (bandiera) | A     | Stefano Ghirardello |
| 16 | Italia (bandiera) | A     | Nicola Zanini       |

## Risultati

### Serie B

#### Girone di andata
| Arbitro: | Nicchi (Arezzo) |

|                           |           |  |
| Zanini 12’ Ficcadenti 79’ | Marcatori |  |

| Arbitro: | Farina (Novi Ligure) |

|  |           |                 |
|  | Marcatori | 45’ Ghirardello |

| Arbitro: | Franceschini (Bari) |

|                                    |           |  |
| Ghirardello 15’, 30’ Cammarata 32’ | Marcatori |  |

| Arbitro: | Treossi (Forlì) |

|            |           |  |
| Giunta 56’ | Marcatori |  |

| Arbitro: | Stafoggia (Pesaro) |

|            |           |          |
| Baroni 32’ | Marcatori | 90’ Savi |

| Arbitro: | Messina (Bergamo) |

|               |           |                          |
| Artistico 67’ | Marcatori | 74’ Cammarata 87’ Baroni |

| Arbitro: | Rossi (Ciampino) |

|                |           |              |
| Ficcadenti 85’ | Marcatori | 22’ Aglietti |

| Arbitro: | Cardona (Milano) |

|                            |           |                                   |
| Ghirardello 65’ Baroni 66’ | Marcatori | 38’ Nardi 74’ Bellini 84’ Lorenzo |

| Arbitro: | Trentalange (Torino) |

|             |           |             |
| Scienza 17’ | Marcatori | 24’ Tommasi |

| Verona 29 ottobre 1995 10ª giornata | Verona                       | 0 – 0 referto | Fidelis Andria | Stadio Marcantonio Bentegodi\| Arbitro: \| De Prisco (Nocera Inferiore) \| |
| Arbitro:                            | De Prisco (Nocera Inferiore) |               |                |                                                                            |

| Arbitro: | Collina (Viareggio) |

|                       |           |  |
| Binotto 2’ Hubner 88’ | Marcatori |  |

| Arbitro: | De Santis (Tivoli) |

|            |           |  |
| Barone 75’ | Marcatori |  |

| Arbitro: | Borriello (Mantova) |

|             |           |                          |
| Cossato 61’ | Marcatori | 53’ Cammarata 58’ Zanini |

| Arbitro: | Cinciripini (Ascoli Piceno) |

|            |           |  |
| Baroni 32’ | Marcatori |  |

| Arbitro: | Messina (Bergamo) |

|                   |           |  |
| Di Giannatale 30’ | Marcatori |  |

| Arbitro: | Braschi (Prato) |

|                                     |           |                    |
| Scarafoni 15’ (rig.) Ciardiello 54’ | Marcatori | 30’ (rig.) Manetti |

| Verona 23 dicembre 1995 17ª giornata | Verona          | 0 – 0 referto | Lucchese | Stadio Marcantonio Bentegodi\| Arbitro: \| Cesari (Genova) \| |
| Arbitro:                             | Cesari (Genova) |               |          |                                                               |

| Arbitro: | Racalbuto (Gallarate) |

|                           |           |  |
| Simutenkov 1’ Mazzola 87’ | Marcatori |  |

| Verona 14 gennaio 1996 19ª giornata | Verona                        | 0 – 0 referto | Perugia | Stadio Marcantonio Bentegodi\| Arbitro: \| Quartuccio (Torre Annunziata) \| |
| Arbitro:                            | Quartuccio (Torre Annunziata) |               |         |                                                                             |

#### Girone di ritorno
| Arbitro: | Lana (Torino) |

|                                 |           |                         |
| Cavallo 11’ Montella 68’ (rig.) | Marcatori | 27’ De Vitis 29’ Zanini |

| Arbitro: | Bonfrisco (Monza) |

|                         |           |             |
| De Vitis 32’ Zanini 41’ | Marcatori | 47’ Criniti |

| Arbitro: | Borriello (Mantova) |

|               |           |                             |
| Lucarelli 32’ | Marcatori | 73’ De Angelis 86’ De Vitis |

| Arbitro: | Bolognino (Milano) |

|                         |           |             |
| De Vitis 45’ Baroni 90’ | Marcatori | 53’ Barollo |

| Bologna 25 febbraio 1996 24ª giornata | Bologna              | 0 – 0 referto | Verona | Stadio Renato Dall'Ara\| Arbitro: \| Farina (Novi Ligure) \| |
| Arbitro:                              | Farina (Novi Ligure) |               |        |                                                              |

| Arbitro: | Trentalange (Torino) |

|                                     |           |  |
| Tommasi 40’ De Vitis 61’ Baroni 89’ | Marcatori |  |

| Arbitro: | Tombolini (Ancona) |

|                |           |              |
| Ceramicola 57’ | Marcatori | 66’ De Vitis |

| Arbitro: | Pellegrino (Barcellona Pozzo di Gotto) |

|           |           |                        |
| Fiori 55’ | Marcatori | 5’ De Vitis 45’ Zanini |

| Arbitro: | Treossi (Forlì) |

|                                   |           |               |
| De Vitis 45’ (rig.) Cammarata 85’ | Marcatori | 34’ Zironelli |

| Andria 6 aprile 1996 29ª giornata | Fidelis Andria              | 0 – 0 referto | Verona | Stadio Degli Ulivi\| Arbitro: \| Cinciripini (Ascoli Piceno) \| |
| Arbitro:                          | Cinciripini (Ascoli Piceno) |               |        |                                                                 |

| Arbitro: | Racalbuto (Gallarate) |

|                                                                       |           |             |
| De Vitis 22’ Albonetti 29’ (aut.) Tommasi 64’ Cammarata 67’, 76’, 87’ | Marcatori | 11’ Binotto |

| Arbitro: | Trentalange (Torino) |

|                   |           |            |
| Marazzina 47’ 75’ | Marcatori | 26’ Baroni |

| Arbitro: | Tombolini (Ancona) |

|              |           |  |
| De Vitis 78’ | Marcatori |  |

| Arbitro: | Nicchi (Arezzo) |

|              |           |                         |
| Ferrante 38’ | Marcatori | 20’ De Vitis 51’ Zanini |

| Arbitro: | Bonfrisco (Monza) |

|                              |           |  |
| Zanini 34’ De Vitis 75’, 77’ | Marcatori |  |

| Verona 19 maggio 1996 35ª giornata | Verona              | 0 – 0 referto | Palermo | Stadio Marcantonio Bentegodi\| Arbitro: \| Ceccarini (Livorno) \| |
| Arbitro:                           | Ceccarini (Livorno) |               |         |                                                                   |

| Arbitro: | Bolognino (Milano) |

|               |           |             |
| Tarantino 90’ | Marcatori | 71’ Di Vaio |

| Arbitro: | Tombolini (Ancona) |

|  |           |            |
|  | Marcatori | 77’ Strada |

| Arbitro: | Nicchi (Arezzo) |

|                             |           |                         |
| Negri 42’, 85’ Beghetto 44’ | Marcatori | 32’ Manetti 81’ Tommasi |

### Coppa Italia
| Arbitro: | Quartuccio (Torre Annunziata) |

|                             |           |  |
| D. Morello 16’ Olivares 68’ | Marcatori |  |